# Oraesia excavata
Oraesia excavata là một loài bướm đêm trong họ Noctuidae.